# ジュアンダ駅
ジュアンダ駅（ジュアンダえき、インドネシア語：Stasiun Juanda）はインドネシアのジャカルタ首都特別州中央ジャカルタ市ガンビル区にある、KRLコミューターラインの駅。線路としてはインドネシア鉄道会社のジャカルタ線上の駅であるが、路線系統として通勤列車であるKRLコミューターラインのボゴール線が乗り入れる。

## 歴史
1871年9月15日に開業。日本のODAを受けて1993年に高架化された。マンガライ方面の隣駅であるガンビル駅は、中長距離列車専用のために通勤列車は通過する。通勤列車が停車する隣駅はゴンダンディア駅となる。
2015年9月23日15時25分、停車中のボゴール行205系10両編成電車に後続の205系電車が追突した。その結果、両編成から12両が事故廃車となった。

## 駅構造

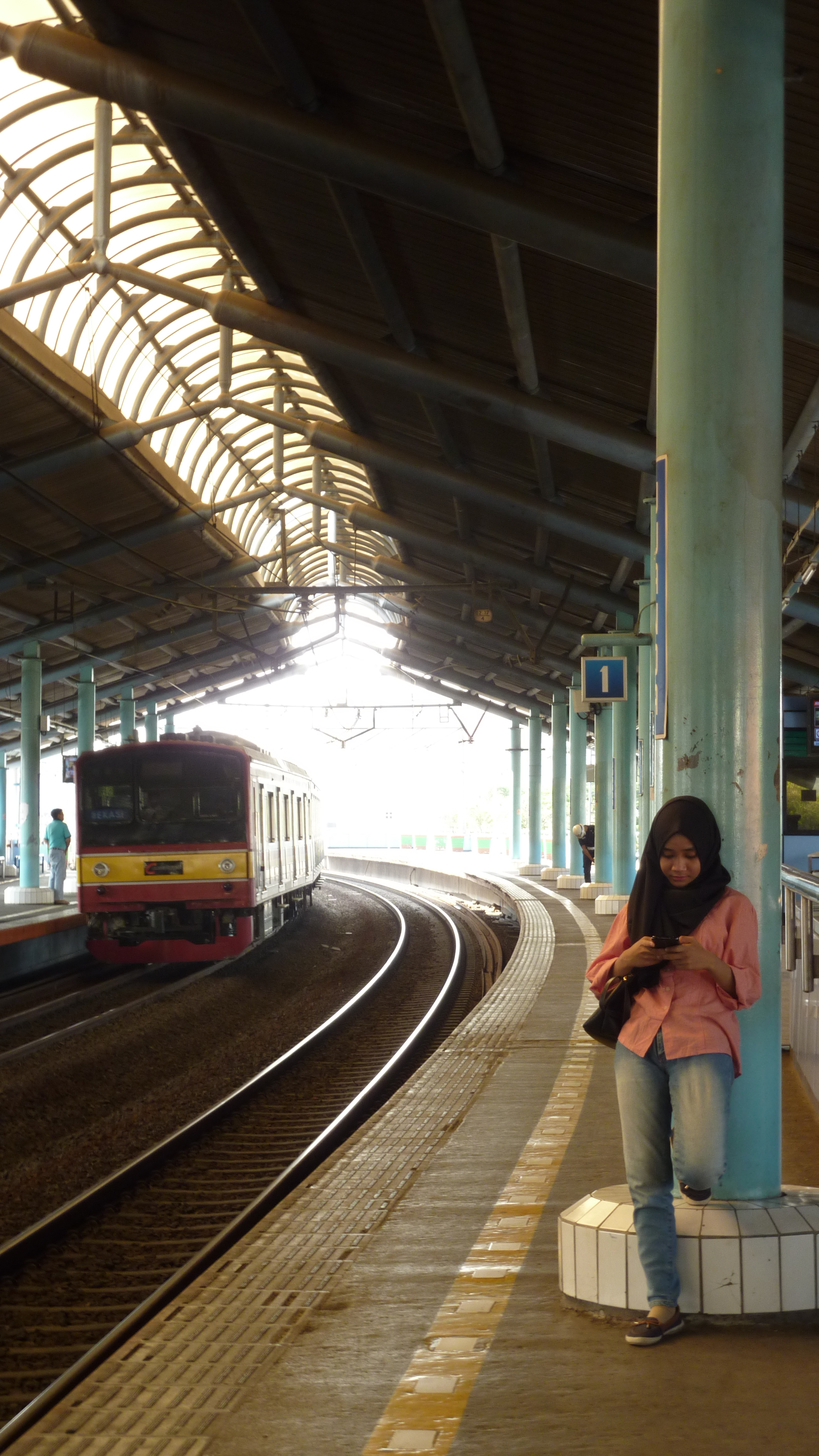
プラットホーム

相対式ホーム2面2線を有する、3階建ての高架駅。

### のりば
| 番線 | 路線       | 行先               |
| ---- | ---------- | ------------------ |
| 1    | ボゴール線 | ジャカルタコタ方面 |
| 2    | ボゴール線 | ボゴール方面       |

## 駅周辺
- イスティクラル（インドネシア国立モスク）
- ジャカルタ大聖堂
- 最高裁判所
- インドネシア共和国内務省（インドネシア語版、英語版）
- ムルデカ宮殿
- 国立宮殿（インドネシア語版）
- サンタウルスラ高校（Sekolah Menengah Atas Santa Ursula）
- サンタウルスラ小学校（SD Santa Ursula）
- ジャカルタアートビルディング（インドネシア語版）

## 隣の駅
KRLコミューターライン
 ボゴール線
　サワブサール駅 - ジュアンダ駅 - ゴンダンディア駅